# حصن امبارك عمر (تريم)
'

تعديل مصدري - تعديل

حصن امبارك عمر هي إحدى قرى عزلة تريم بمديرية تريم التابعة لمحافظة حضرموت، بلغ تعداد سكانها 100 نسمة حسب تعداد اليمن لعام 2004.